# إدوارد إيستمان
إدوارد إيستمان هو شخصية أعمال وسياسي أمريكي، ولد في 22 فبراير 1806، وتوفي في 23 فبراير 1870. نشط حزبياً في الحزب الديمقراطي. وقد انتخب عضو جمعية ولاية ويسكونسن ‏.